# Захаринский, Вячеслав Адамович
Захаринский Вячесла́в Ада́мович (белор. Захарынскі Вячасла́ў Ада́мавіч; род. 14 октября 1950, Глуск Могилёвской области, Белорусская ССР — 8 ноября 2016, Минск, Беларусь) — советский и белорусский художник, живописец.  Награждён Медалью Франциска Скорины (2012). Почётный гражданин Глуска (2014). Член общественного объединения «Белорусский союз художников».
Работал в станковой живописи в жанрах тематической картины, портрета, пейзажа, натюрморта. Образное решение работ основывается на сюрреалистических фантазиях, стилизации фигур, предметов.

## Биография
Вячеслав Адамович Захаринский окончил Минское художественное училище в 1971 году («Минский государственный художественный колледж имени А.К. Глебова»), а в 1978 году Белорусский театрально-художественный институт («Белорусская Государственная Академия Искусств»).  Ещё будучи студентом, с 1974 года, стал участником республиканских и международных выставок. Член общественного объединения «Белорусский союз художников» с 1979 года. С 1993 по 1996 гг. являлся визитарным профессором Европейской Академии искусств в г. Варшава и её официальным представителем в Республике Беларусь. В 2012 году награждён медалью Франциска Скорины. Мастерская художника находилась в Глуске.

## Творчество
Ранним произведениям присущи лиризм и поэтичность (живописные работы). В период с 1986 по1996 года работал за рубежом (Польша, Германия, Италия). Для произведений этого периода характерно сложное сочетание реалистических и формально-абстрактных форм, концептуальность — циклы. Портретная живопись в большинстве случаев —  это собирательный образ.

### Основные работы

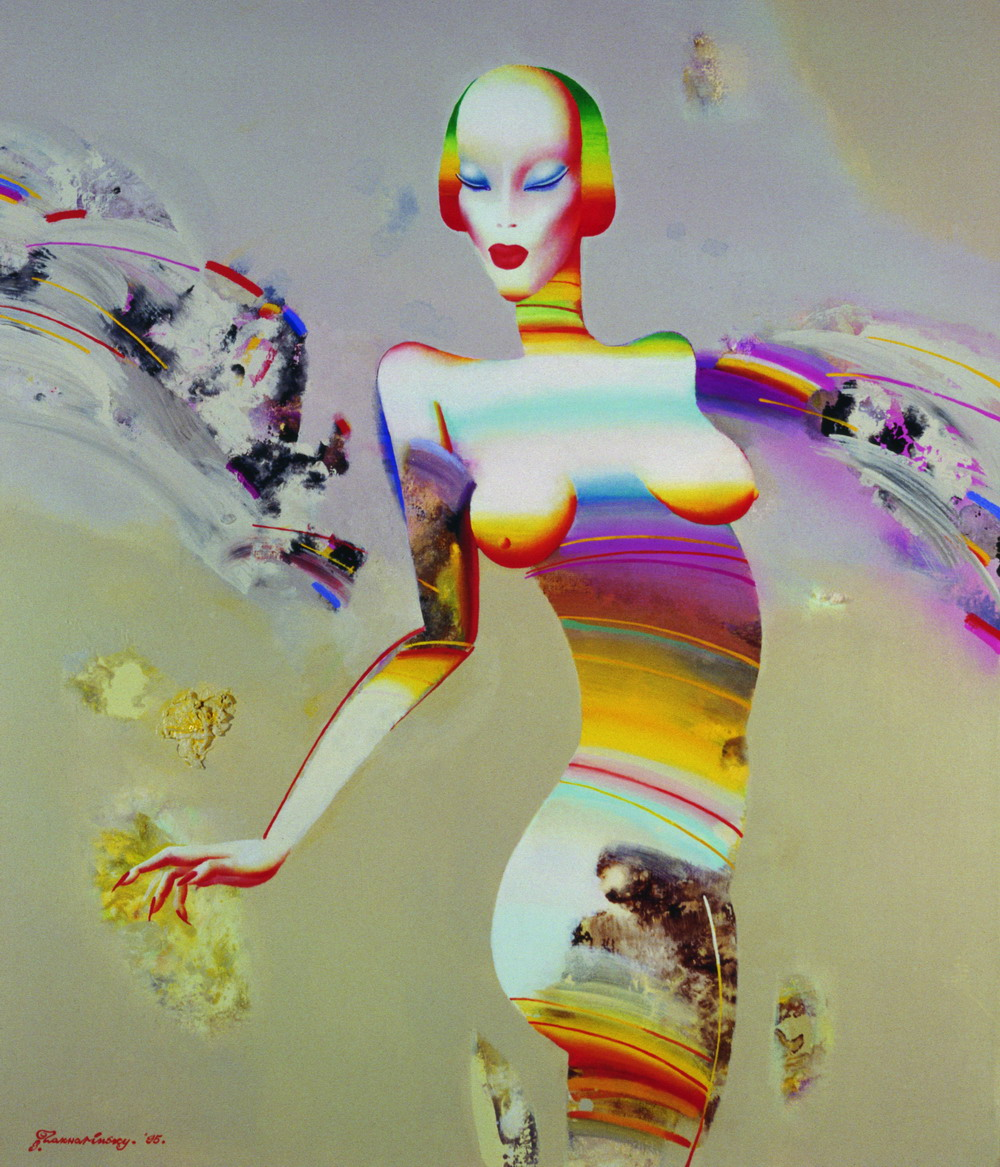
Афиша «Мельница моды 2002» Вячеслав Захаринский, 1995 год, холст, масло

- Живописные работы: «Голубой день» (1977), «Любимая земля» (1978), «Припять» (1981), «Воспоминания о дороге» (1981), «Край моего детства» (1983), «Журавлиная журба»(1983)
- Циклы: «XX век» (1988), «Авария» (1988), «Крысы» (1987–1989), «Фарисеи» (1989–1990), «Грешники» (1990–1991), «Святые» (1990–1992), «Мой друг Феллини» (1992–1993), «Ню» (1992–1995), «Орхидеи» (1995–1996), «Времён связующая нить. I» (1997–2000), «Времён связующая нить. II» (2003), «Леди» (2004)
- Портреты: «Незнакомая знакомка» (2010), «Рождённая красотой» (2011)

Произведения находятся в фондах «Национальный художественный музей Республики Беларусь», «Белорусский союз художников», в посольствах Республики Беларусь во Франции (г. Париж), Великобритании (г. Лондон), в фонде художественного центра «Жильбел» (г.Минск), галереи «F.LLI Agostinelli» (г. Рим), а также в частных коллекциях в Республики Беларусь и за рубежом.

### Выставки
- 1988 — Международная биеннале малых форм живописи (Торунь, Польша)
- 1988 — Международный пленэр (Беловежа, Польша)
- 1989 — Международный пленэр (Слонне, Польша)
- 1989 — Международная художественная выставка «Interart-89» (Познань, Польша)
- 2000 — Международная выставка картин, посвящённая 2000-летию христианства (Рим, Италия)
- 2013 — персональная выставка в Национальном художественном музее Республики Беларусь[4] (Минск)
- 2014 — персональная выставка в Могилёвском областном художественном музее имени П. В. Масленикова[5] (Могилёв, Беларусь)
- 2014 — персональная выставка в Бобруйском художественном музее[6] (Бобруйск, Беларусь)
- 2014 — персональная выставка в Краеведческом музее города Глуск[2] (Беларусь)

## Заслуги
- Почётный гражданин Глуска (2014)[7].